# Cipriniforme
Cipriniformele (Cypriniformes) sau Eventognathi în clasificările mai vechi, sunt un ordin mare de pești osoși teleostei fizostomi dulcicoli cu caractere anatomice primitive. Au corpul acoperit cu solzi cicloizi sau, mai rar, este golaș, dar niciodată nu este acoperit cu plăci osoase. Capul aproape întotdeauna fără solzi. Gura (fălcile și palatul cavității bucale) este întotdeauna lipsita de dinți. Au dinți faringieni. Al cincilea ceratobranhial (un os faringian) este mărit și poartă dinții faringieni anchilozați sau fuzionați cu osul. Falca superioară, de obicei, protractilă. Mustățile sunt adesea prezente. Razele înotătoarelor sunt moi, dar primele raze din înotătoarele perechi, dorsală și anală s-au transformat în spini. În mod obișnuit au o singură dorsală. Înotătoarele ventrale în poziție abdominală. Înotătoarea adipoasă absentă (cu excepția unor cobitoide).
Vezica înotătoare comunică cu esofagul. Aparatul lui Weber (un șir de oscioare, ce leagă vezica înotătoare de ureche internă) este prezent. Stomacul este lipsit de cec, intestinul lipsit sau, mai rar, prevăzut cu un număr redus de apendice pilorice. Conul arterial lipsește întotdeauna. Ovarele se continuă cu oviductele. 
Craniu este platibazic. Premaxilarele au un proces ascendent. Kinetmoidul (un os median între procesele ascendente ale premaxilarelor) prezent. Maxilarele sunt prezente în falca superioară cel puțin la formele primitive. Oasele parietale nu sunt concrescute cu supraoccipitalul. Mezocoracoidul este prezent în centura scapulară. Simplecticul și subopercularul prezente. Oasele operculare și razele branhiostege bine dezvoltate. Au trei raze branhiostege. Parapofizele în general nu sunt unite cu vertebrele. 
Sunt de cele mai multe ori pești omnivori. Cipriniformele sunt răspândite în apele dulci din zonele tropicale, subtropicale și temperate, din aproape toate continentele; sunt absente în Australia și America de Sud. Cea mai mare diversitate este în Asia de sud-est. Cipriniformele au apărut în jurasicul superior, derivând din clupeidele vechi. Au apărut inițial în apele dulci, tropicale, de unde cipriniformele au pătruns și în alte ape.  Au o importanță economică mare. Se pescuiesc în cantități mari (crapul, babușca, plătica). Unele specii sunt pești de acvariu populari.
Ordinul cipriniformelor cuprinde 11-13 familii, 321 de genuri, și aproximativ 3268 de specii.